# Serges Déblé
Serges Déblé (født 1. oktober 1989) er en ivoriansk fodboldspiller, der spiller for Ararat.

## Karriere

### Viborg FF
I august 2014 blev Deblé enig med den danske klub Viborg FF om en tre-årig aftale. Aftalen kom i stand efter en kort prøvetræning. Inden kontrakten med Viborg FF havde Déble et halvt år tidligere været til prøvetræning i FC Nordsjælland uden at blive tilbudt kontrakt med klubben.
Deble spillede i alt 26 kampe og scorede 15 mål i sin første sæson i Viborg.
Den 5. juni 2017 blev det offentliggjort at Deble sammen med en række andre spillere ikke ville få forlænget deres kontrakter i Viborg FF.

### Meizhou Hakka F.C.
Han skiftede den 21. juni 2017 til China League One klubben Meizhou Hakka på en fri transfer.

### R&F Hong Kong
Efter 1,5 år hos Meizhou Hakka, skiftede han til R&F Hong Kong. Der spillede han ligeledes i 1,5 år, og scorede 16 mål i 21 ligakampe. Klubben blev dog opløst i efteråret 2020, og alle spillere blev fritstillet.[kilde mangler]

### Viborg FF
Den 13. februar 2021, hentede Viborg FF ham hjem tilbage til klubben. I første omgang på en kontrakt gældende til sommer.[kilde mangler]
Han skiftede dog på fritransfer til FC Ararat Jerevan den 2 juli 2021.[kilde mangler]